# Kribbella sancticallisti
Kribbella sancticallisti este o specie de bacterie din genul Kribbella. A fost descoperită sub forma unui strat verzui pe pereții catacombelor din Roma în anul 2008 